# Viage de España
Viage de España es una obra de Antonio Ponz publicada entre 1771 y 1792 en la que se dan descripciones artísticas de monumentos españoles y de las localidades por las que pasa el autor en su viaje.

## Historia
El origen de la obra se encuentra en la Expulsión de los Jesuitas de España en 1767. Tras este acontecimiento, Campomanes, Fiscal del Consejo de Castilla, encarga a Ponz realizar una visita o inspección de los colegios e iglesias abandonadas por la Compañía. Anteriormente, hacia 1765, Antonio Ponz había escrito ya algunos textos referentes al Monasterio de El Escorial que fueron utilizados para el tomo II.  
El Viage de España sería continuado por un Viage fuera de España. En 1792 moría Antonio Ponz dejando incompleto el tomo XVIII, y fue su sobrino, José Ponz, quien se encargaría de completarlo.. 
La primera edición de la obra fue impresa en la imprenta de Joaquín Ibarra entre 1772 y 1792. Posteriormente se inició una segunda edición parcial en 1776 que llegaría hasta el tomo XIII en 1788. La tercera de las ediciones en el siglo XVIII comenzó en 1787 y llegaría hasta la publicación del tomo VI en 1793. 
En el siglo XX se realizaron dos ediciones de la obra: la primera, en 1947, a cargo de Casto María del Rivero en la editorial Aguilar, incluía el Viage fuera de España; y, la segunda, en edición facsímil por la editorial Atlas en 1973. 

## Descripción
De acuerdo con su primera edición, se compone de 18 volúmenes en octavo. Cada uno de ello de ellos cuenta con más de 300 páginas.
La obra cubre gran parte de la España peninsular, de acuerdo con el orden siguiente:
- Tomo I: Madrid, Toledo, Aranjuez, Alcalá de Henares, Guadalajara y Huete.
- Tomo II: Madrid, Escorial y Guisando.
- Tomo III: Cuenca, Madrid, Arganda, Uclés, Huete, Requena, Valencia y Chelva.
- Tomo IV: Valencia, Segorbe, Murviedro, Játiva y Almansa.
- Tomo V: Madrid.
- Tomo VI: Palacio Real de Madrid y reales sitios.
- Tomo VII: Madrid, Talavera de la Reina, Guadalupe, Talavera la Vieja, Plasencia, Yuste, Trujillo, Medellín, Las Batuecas, Las Hurdes y Plasencia.
- Tomo VIII: Plasencia, Béjar, Coria, Oliva, Alcántara, Cáceres, Mérida, Montijo, Badajoz, Jerez de los Caballeros, Fregenal, Zafra, Cantillana, Santiponce y Triana.
- Tomo IX: Sevilla.
- Tomo X: Alcobendas, Torrelaguna, Buitrago, San Ildefonso y Segovia.
- Tomo XI: Cuéllar, Montemayor, Tudela, Valladolid, Palencia, Carrión de los Condes, Sahagún, León, Monzón, Aguilar de Campoo y Torquemada.
- Tomo XII: Burgos, Lerma, Aranda de Duero, Ampudia, Medina de Rioseco, Tordesillas, Medina del Campo, Salamanca, Alba de Tormes, Ávila y Ciudad Rodrigo.
- Tomo XIII: Hita, Sigüenza, Medinaceli, Calatayud, Molina de Aragón, Teruel, Caudiel, Villareal, Castellón de la Plana, Torreblanca, Alcalá de Chivert, Benicarló, Peñíscola, Ulldecona, Tortosa y Tarragona.
- Tomo XIV: Barcelona, Mataró, Gerona, Montserrat, Martorell, Igualada, Solsona, Cervera y Lérida.
- Tomo XV: Zaragoza y Daroca.
- Tomo XVI: Aranjuez, Ocaña, Valdepeñas, Consuegra, Ciudad Real, Almagro, Linares, Baeza, Úbeda, Jaén, Arjona, Bailén y Córdoba.
- Tomo XVII: Córdoba, Écija, Lucena, Carmona, Sevilla, Utrera, Jerez de la Frontera y Cádiz.
- Tomo XVIII: Cádiz, Chiclana, Puerto de Santa María, Medina Sidonia, Tarifa, Gibraltar, Ronda, Sanlúcar de Barrameda, Lebrija. Osuna, Antequera, Málaga y Alhama.